# Milník (Chroustovice)
Pískovcový silniční milník pocházející z konce 19. století se nalézá u křižovatky silnice odbočující do vesnic  Městec a Uhersko v obci Chroustovice v okrese Chrudim. Milník je od 29. srpna 2012 chráněn jako nemovitá kulturní památka ČR.

## Popis
Milník se nachází vlevo u odbočky na Městec a Uhersko, v rohu u plotu místní základní školy na prostranství vysypaném kačírkem. 
Milník se skládá ze tří částí. Spodní díl milníku tvoří hladký jednoduchý válcový pískovcový sloup vysoký 95 cm. 
Na válcový sloup je nasazena čtvercová keramická část milníku. Nápis z východu označuje směr „DO UHERSKA“, menším písmen je napsáno „NÁDRAŽÍ“, dále pak šipka vedoucí daným směrem a pod ní vzdálenost „4,1 KM“. Z jižní strany je pak značení dvojí a sice nahoře nápis : „DO LUŽE“, pod ním vzdálenost „8,7 KM“ a šipka daným směrem. Dělící čarou je pak oddělen nápis „DO HR. TÝNCE“, pod ním šipka a vzdálenost „6,7 KM“. 
Milník je završen válcovou hlavicí vysokou 30 cm a zakončenou jednoduchou římsou a jehlancovou mírně vyspádovanou stříškou.